# Skogsblodbi
Skogsblodbi (Sphecodes gibbus) är en biart som först beskrevs av Carl von Linné 1758.  Den ingår i släktet blodbin och familjen vägbin. Inga underarter finns listade.

## Beskrivning
Ett glest behårat bi med blodbinas typiska teckning; hela kroppen är svart, med undantag för främre delen av bakkroppen, som är röd. Hos honan är tergit 1 röd, i regel med en liten svart, U-formad markering framtill, tergit 2 helröd, och tergit 3 övervägande röd, men med svarta kanter, och resten av bakkroppen svart. Hos hanen är tergit 2 och 3 röda, tergit 3 precis som hos honan med svarta kanter. Hanen har dessutom tät vit behåring i ansiktet. Honan blir 7 till 12 mm lång, hanen 7 till 11 mm.

## Ekologi
Arten är en värmeälskande art, som gärna söker sig till bland annat sanddyner, sandtag, militära övningsområden och halvöknar, men också gräsmarker, buskageområden, betesmarker, trädgårdar och inte minst i Norden skogar, skogsbryn och -hyggen, vägrenar och grusbackar. Som de flesta blodbin har den två faser per år; en vårfas bestående av parade, övervintrande honor som flyger i april till maj, och en sommarfas med både honor och hanar med flygtid i juni till september. Arten är generalist vad gäller födovalet och hämtar nektar från  blommande växter ur många familjer: korgblommiga växter som maskrosor, gråfibbla och renfana, flockblommiga växter som kirskål och vildmorot, klockväxter som blåmunkar, dunörtsväxter som mjölkört samt ljungväxter som ljung och lingon.

### Fortplantning
Likt alla blodbin är honan boparasit; hon bygger inga egna bon, utan lägger sina ägg i bon av bandbina skogsbandbi (speciellt i Norden), storbandbi, sexbandbi och Halictus simplex, smalbiet Lasioglossum malachurum, eventuellt även bandbiet Halictus maculatus och mera osäkert sandbiet sälgsandbi och sidenbiet vårsidenbi. I samband med äggläggningen dödar honan värdägget eller -larven, så hennes avkomma ostört kan leva på det insamlade matförrådet.

## Utbredning
Arten finns i hela Europa från Iberiska halvön och Kreta i söder upp till Skandinavien i norr, och från Brittiska öarna i väster till Ukraina och Ryssland i öster. Dessutom förekommer den i Nordafrika och i Asien till Japan.
I Sverige är arten vanlig i Götaland och Svealand, men mindre vanlig i södra Norrland. 
I Finland finns arten  från Åland och sydkusten norrut till Kajanaland, Norra Österbotten och sydvästra Lappland.

## Status
Som en värmeälskande art rapporteras skogsblodbiet vara vanligare i Sydeuropa än längre norrut; exempelvis är arten klassificerad som akut hotad (CR) på Irland. Emellertid är den klassificerad som livskraftig (LC) globalt, i Sverige och i Finland.